# Can Banús (Badalona)
Can Banús és una masia del barri de Bufalà a Badalona. Actualment és propietat de l'Ajuntament de Badalona i està cedida a la Fundació Acollida i Esperança.

## Història
Les primeres notícies són del 1751, quan era propietat del matrimoni Josep Banús i Margarida Montells, data en què està documentat el segrest simulat de la seva filla Margarida, per tal de casar-se amb Gabriel, un pagès de la zona. A mitjan segle xix, era propietat de Joan Banús i Pujol, fill de Joan Banús i Molins i de Maria Pujol i Auriach, que va ser alcalde de Badalona de 1828 a 1829 i de 1835 a 1836.
El 1869, essent propietari el seu net Joan Banús i Sallent, sota la curadoria de la seva mare, Rosa Sallent, es va vendre la propietat per 8.600 escuts a Pere Màrtir Soler i Finet, soci d'una de les primeres empreses tèxtils de Badalona, instal·lada a la ciutat el 1843 i precedent d'Industrial Montalfita. Soler va reformar la masia i la va convertir en un edifici d'aspecte senyorial. Els hereus van ser els seus fills, que en morir el seu pare el 1918 van quedar sota la tutoria i protecció d'Agustí Biosca i Casanovas i Joan Masó i Serra.
El 1971, Antònia Badia i Gabriel i Joana Soler i Badia van vendre la casa i la finca a l'Ajuntament de Badalona per 3.250.000 pessetes. El 1994, el Ple de l'Ajuntament va acordar la cessió de la masia i els terrenys a la Fundació Acollida i Esperança.

## Descripció
Tradicionalment estava adscrita i tenia el núm. 132 del barri de Canyet, encara que les seves terres s'estenien també pel veí barri de Sistrells.
L'edifici té un cos central de planta rectangular que consta de planta baixa, pis i golfes, amb teulada a dues aigües, amb una torre de miranda emergint al centre. Té un cos lateral amb porxada a cada banda de la casa, > a les terrasses dels quals es pot accedir des de les golfes. La façana és d'estil historicista. Com era habitual a les masies, la planta baixa estava destinada a masoveria i altres dependències agrícoles i el pis era la planta noble. En un dels laterals hi havia la sala de cups i un gran celler amb capacitat per unes 30 o 40 botes i dues premses. Al pis hi havia una gran sala que donava al balcó de la façana principal i a les galeries porxades dels laterals, i al darrere hi havia les cambres dels propietaris.
Tot i que l'exterior es conserva pràcticament sense canvis, actualment l'interior està totalment reformat i adaptat al seu ús actual, a la planta baixa hi ha una capella, lavabos, cuina, menjador, sala de reunions, consulta mèdica i farmàcia; al primer pis hi ha uns altres lavabos, una biblioteca, dues sales d'estar, un taller, entre altres dependències per als usuaris del centre; finalment, a les golfes hi ha diverses habitacions habilitades.
Davant la façana principal hi ha un jardí de considerables dimensions, Davant on hi havia un gran safareig envoltat de terres de conreu, i vora la casa també hi havia l'era, i altres edificacions destinades a quadres i cases d'eines. En un dels murs exteriors de la masia hi havia una gruta de forma arrodonida amb la imatge de Sant Pere sobre unes rajoles avui conservades al Museu de Badalona.